# Hoy Es Manana
Hoy Es Manana – album wydany w 1996 roku przez meksykańską piosenkarkę oraz aktorkę Anahí i wyprodukowany przez Petera Honerlage.

## Lista utworów
1. Descontrolándote
2. Por volverte a ver
3. Soy como soy
4. Bailar
5. Máscaras
6. Fin de semana
7. Historia entre amigas
8. Corazón de bombón
9. Teléfono suena
10. No me comparen
11. Por volverte a ver (remix)